# Knabenkraut (Band)
Knabenkraut ist eine 1995 gegründete Hamburger Band.

## Geschichte
Die Band entwickelte sich teilweise aus Red Letter Day, wo drei der vier Gründungsmitglieder von Knabenkraut (Oliver Goetzl - Gesang und Schlagzeug, Gerrit Herlyn - Gitarre und Bass und Thomas Overdick - Gitarre und Bass) bereits zusammen spielten. Ergänzt wurden die drei durch Björn Steffens (Keyboard, Gitarre und Bass).
Carsten Schreiber übernahm bei einigen Einzelkonzerten der Band den Posten als Schlagzeuger, bevor er dann nach Knabenkrauts zweiten Club-Tour 1998 schließlich den festen Platz am Schlagzeug einnahm. Melanie Hamdorff kam 2001 zunächst als Gastsängerin hinzu: Fünf Backgroundgesänge sowie ein Duett auf dem ersten Album und eine Japan-Tournee später, bei der sie live auch für den Bass verantwortlich zeichnete, ist sie seit 2003 auch festes Knabenkraut-Mitglied. Johnny J. Müske komplettierte die Band 2004 als Bassist.
Die Band veröffentlichte bisher zwei Studioalben und ist auf einigen internationalen Compilations vertreten.
True Love Can Wait, das erste Studioalbum, wurde in Paul McCartneys Liverpool Institute for Performing Arts (LIPA) aufgenommen und erschien 2002 auf Marsh-Marigold Records, ein 1988 von Oliver Goetzl gegründetes Indie-Pop-Label. Das Album bescherte der Band eine Japan-Tournee mit insgesamt 10 Konzerten. Someone Still Loves You, Knabenkraut, das zweite Album der siebenköpfigen Band, erschien am 10. Oktober 2014 auf Marsh-Marigold Records.
Der Stil von Knabenkraut ist Indie-Pop.

## Diskografie

### Alben
- 2002: True Love Can Wait (CD, Marsh-Marigold Records)
- 2014: Someone Still Loves You, Knabenkraut (CD, Marsh-Marigold Records)

### Kompilationsbeiträge
- 1997: Hot Winter Rain auf Voices Of The Suburban Youth - A Fieberkurve-Compilation Vol. 3 (CD, Noiseworks Records)
- 1998: Same For Kisses auf Your Favourite Waste Of Time - A Fieberkurve Compilation Vol. 5 (CD, Big Noise Records)
- 1998: Hot Winter Rain auf Seven Fantastic Cats / Marsh-Marigold Compilation (7" EP, Clover Records, Japan)
- 1999: Hot Winter Rain auf Clover Club - A Clover Compilation 1 (CD, Clover Records, Japan)
- 2003: Promising auf SPEX CD #27 (CD, Spex)
- 2004: Heaven auf Pop Renaissance (3× CD, Excellent Records, Japan)
- 2008: Heaven (feat. MOVI & Helle), Swing auf 20 Jahre Marsh-Marigold Records (USB-Stick, Marsh-Marigold Records)
- 2008: Riverbeds auf Series Two Compilation Vol. 8 (CD, Series Two Records, USA)